# Kloster Churwalden

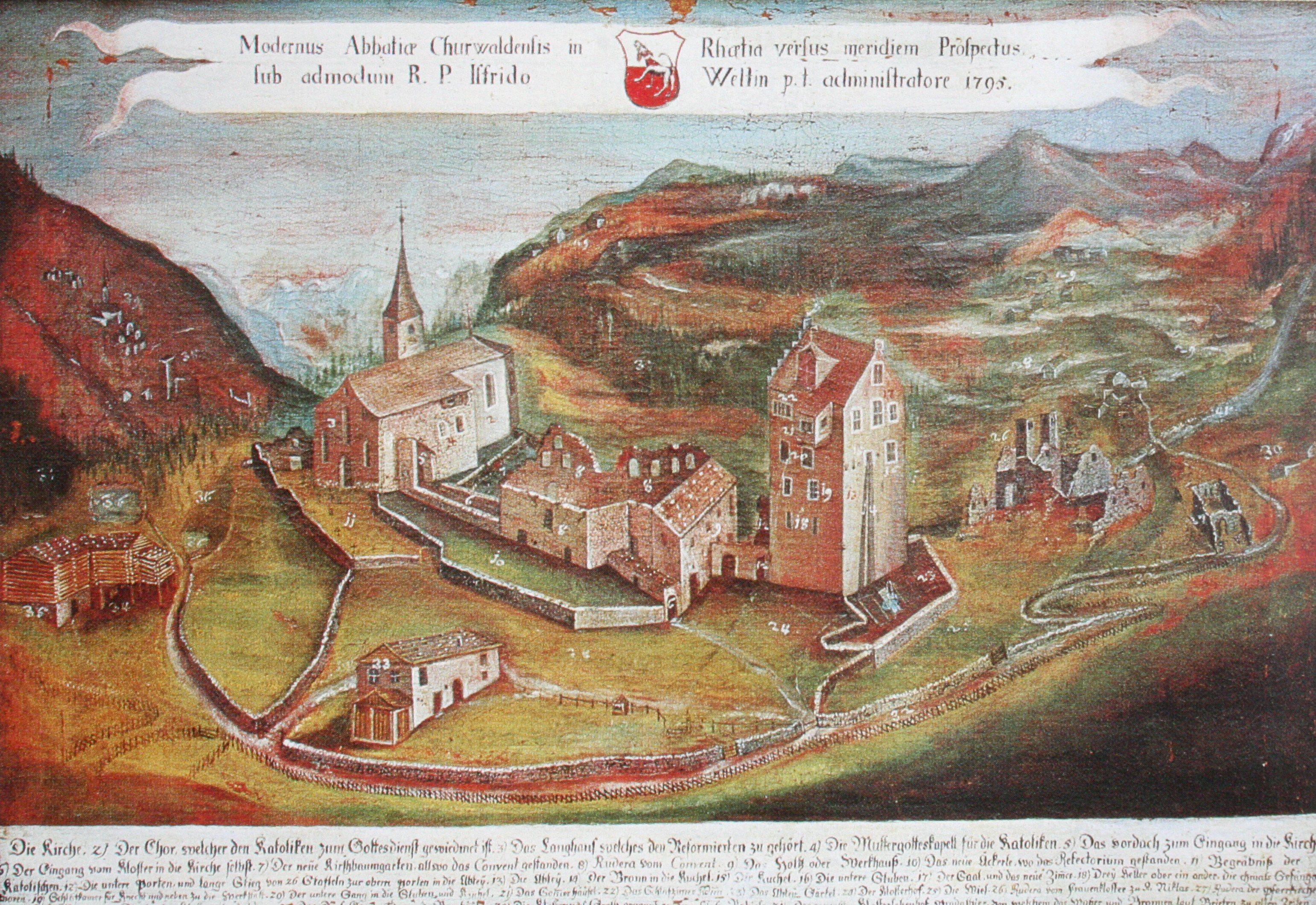
Gebäudekomplex 1795

Das Kloster Churwalden war ein Prämonstratenserkloster in Churwalden im Kanton Graubünden. Es liegt am nördlichen Ende des heutigen Dorfes.

## Geschichte
Als Keimzelle des Klosters gilt die Siedlung, die um 1150 vermutlich von den Freiherren von Vaz gegründet wurde. Hier entstand es als Tochterkloster des Klosters Roggenburg. Urkundlich wird das Kloster 1149 als S. Maria in silva Augeria, 1191 als Curwalde erwähnt. In der Reformationszeit wurden 1527 die Güter des Klosters beschlagnahmt und der Konvent faktisch aufgehoben, auch wenn noch bis 1599 ein Abt und bis 1803 ein Administrator des Mutterklosters amtete. Die ehemalige Klosterkirche St. Maria und Michael diente bis 1967 beiden Konfessionen als Pfarrkirche.

## Abtgebäude

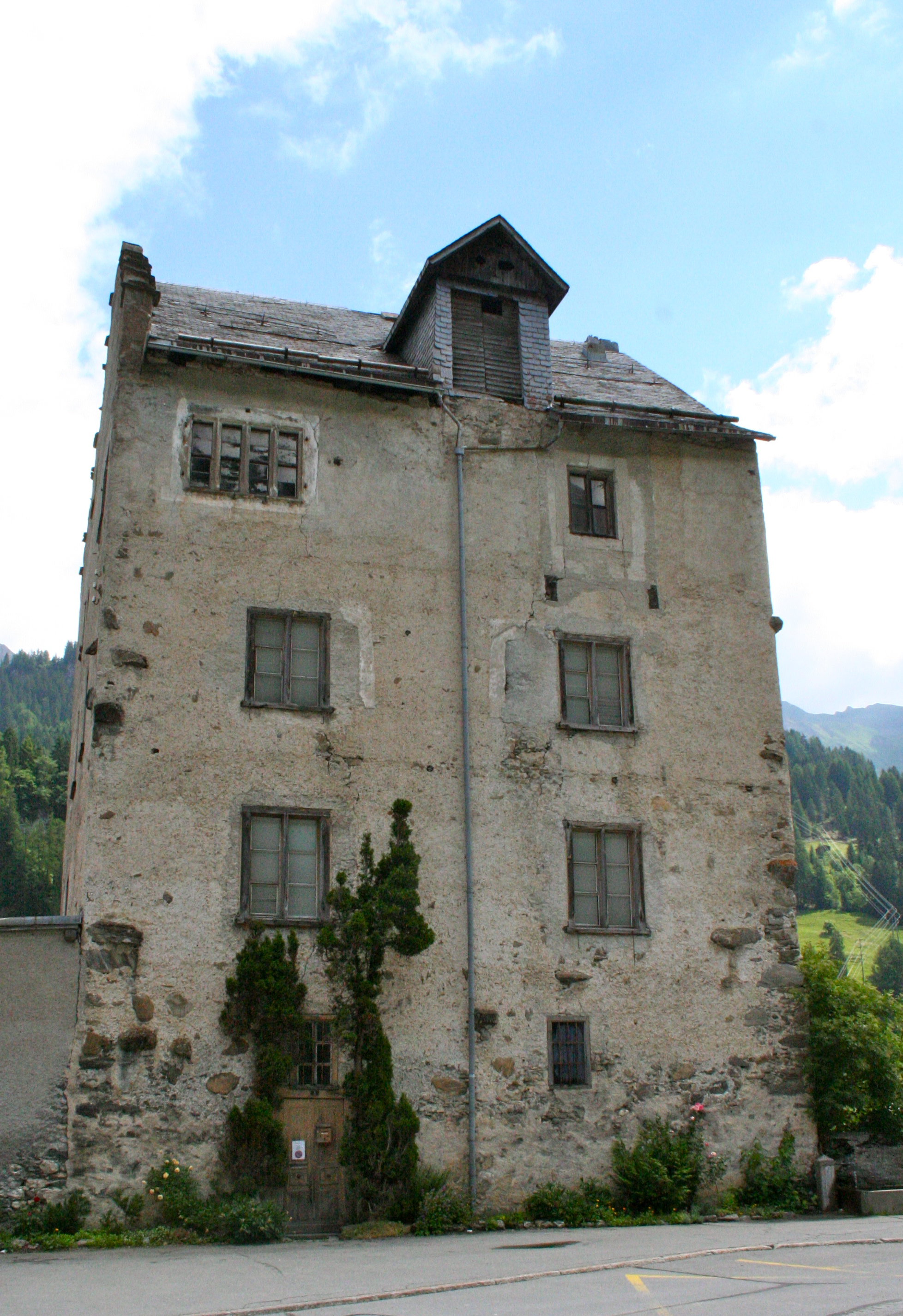
Abtgebäude

Das sogenannte Abtgebäude steht rund 100 Meter südlich der Kirche. Es wurde vor der Mitte des 15. Jahrhunderts errichtet. Sein heutiges Aussehen erhielt es 1472 nach dem Klosterbrand. In der Abtstube im dritten Geschoss sind Renaissance-Täfer und spätgotische Wandmalereien erhalten. Um 1870 erfuhr das Haus um 1870 wesentliche bauliche Veränderungen, als darin eine Pfarrwohnung eingerichtet wurde.